# Divine

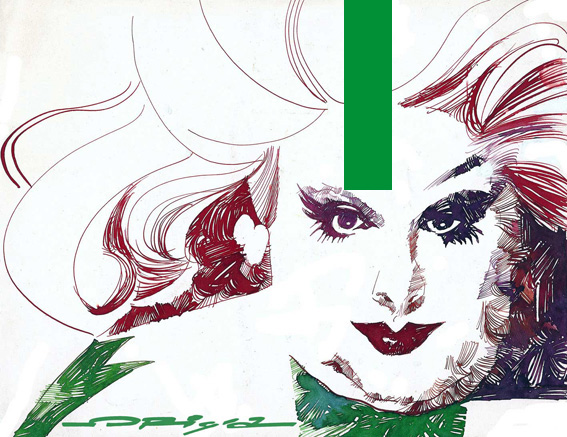
Sceniczne emploi Divine

Harris Glenn Milstead (ur. 19 października 1945 w Towson w stanie Maryland w USA, zm. 7 marca 1988 w Los Angeles) – amerykański aktor i piosenkarz, znany jako drag queen Divine.

## Elementy biograficzne
Jego rodzicami byli Bernard i Diana Frances Milstead. W wieku 12 lat przeprowadził się z całą rodziną do Lutherville na przedmieściach Baltimore. Jego przyjaciel John Waters, poźniejszy reżyser większości filmów z Divine, mieszkał w jego bezpośrednim sąsiedztwie, sześć domów dalej.

## Kariera filmowa
Milstead wystąpił w kilkunastu filmach. Był członkiem grupy aktorów zwanej Dreamlanders, którzy pojawiali się w wielu wczesnych produkcjach Johna Watersa, takich jak Różowe flamingi, Kobiece kłopoty, Polyester czy Lakier do włosów. W 1986 roku za rolę w filmie Żądza na pustyni Paula Bartela został nominowany do Złotej Maliny w kategorii „najgorszy aktor”.
Divine był także bohaterem dokumentu Divine Trash Steve’a Yeagera o życiu i twórczości Johna Watersa.
Oprócz kontrowersyjnych ról, Milstead zajmował się także muzyką. W latach osiemdziesiątych jego piosenki były hitami w Europie, Ameryce i Australii. Najwyższą pozycję uzyskała, w Wielkiej Brytanii, piosenka „You Think You’re a Man”, która w programie Stock, Aitken and Waterman zajęła 16. pozycję.

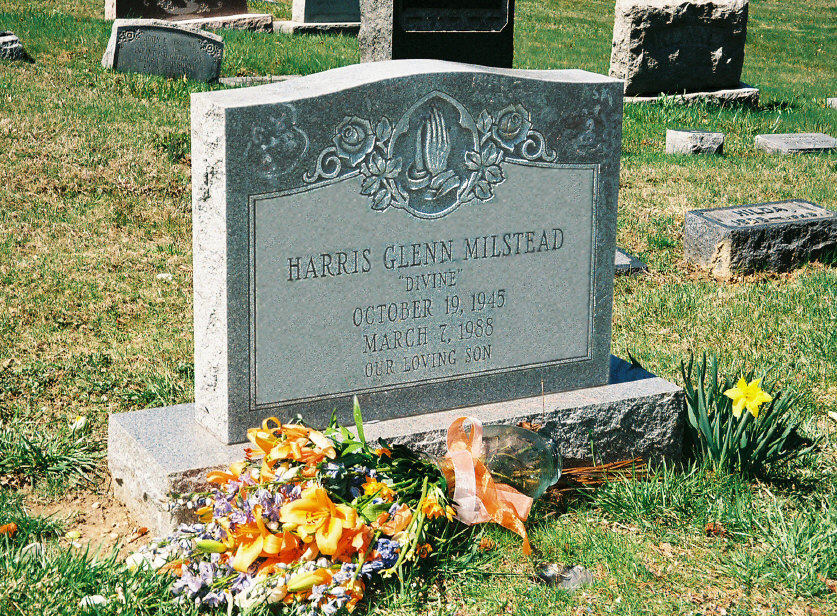
Nagrobek Divine na cmentarzu w Towson

## Śmierć
W 1988 roku Divine został wybrany do podwójnej roli matki Peggy Bundy i jej wuja Otto w nowym serialu telewizji FOX Married With Children (w Polsce emitowany jako Świat według Bundych), jednak niespodziewanie zmarł w Hollywood na przedmieściach Los Angeles. Aktor zmarł w wieku 42 lat podczas snu. Jako przyczynę zgonu podano zaburzenie oddychania spowodowane otyłością. W chwili śmierci Milstead ważył 160 kilogramów. Producenci serialu Świat według Bundych wysłali na jego pogrzeb kwiaty i humorystyczną kartkę, na której napisali: „Jeśli nie chciałeś grać, wystarczyło COŚ powiedzieć!”. Odcinek 22 w 2 sezonie tego serialu został poświęcony osobie Divine. Podczas pogrzebu w Towson w kondukcie żałobnym uczestniczyło kilka tysięcy jego fanów.

## Filmografia
- 1966: Roman Candles
- 1968: Eat Your Makeup
- 1969: The Diane Linkletter Story
- 1969: Mondo Trasho
- 1970: Multiple Maniacs
- 1972: Różowe flamingi (Pink Flamingos)
- 1974: Kobiece kłopoty (Female Trouble)
- 1981: Polyester
- 1984: Żądza na pustyni (Lust in the Dust)
- 1985: Trouble in Mind
- 1988: The Fruit Machine/Wonderland
- 1988: Lakier do włosów (Hairspray)
- 1989: Out of the Dark

## Dyskografia
Albumy
- My First Album (1982)
- Jungle Jezebel (1982)
- The Story So Far (1984)
- Maid in England (1988)
- The Best of and the Rest of (1989)
- The 12" Collection (1993)
- Born to Be Cheap (1995)
- Shoot Your Shot (1995)
- The Originals and the Remixes (1996)
- The Best of Divine (1997)

Single
- „Native Love (Step by Step)” (1982)
- „Shoot Your Shot” (1983)
- „Love Reaction” (1983)
- „Shake It Up” (1983)
- „You Think You’re a Man” (1984)
- „I’m So Beautiful” (1984)
- „Walk Like a Man” (1985)
- „Twistin’ The Night Away” (1985)
- „Hard Magic” (1985)
- „Hey You!” (1987)
- „From The Greatest Lover You Have Ever Known” (Funky House Mix) (2005)